# Hexatricha pulverulenta
Hexatricha pulverulenta – gatunek chrząszcza z rodziny kózkowatych i podrodziny zgrzypikowych. Jedyny przedstawiciel rodzaju Hexatricha.

## Zasięg występowania
Gatunek ten występuje na Nowej Zelandii.